# Carl Wilhelm Althaus
Carl Wilhelm Althaus (* 31. Dezember 1822 in Marburg an der Lahn; † 28. Dezember 1907 in Kassel) war ein deutscher Verwaltungsbeamter und Parlamentarier.

## Leben
Als Sohn eines Ingenieurs studierte Carl Wilhelm Althaus an der Philipps-Universität Marburg Kameralwissenschaft. Am 4. Februar 1843 wurde er im Corps Teutonia Marburg recipiert. Zwischenzeitlich an der Georg-August-Universität Göttingen, wurde er  im selben Jahr auch im Corps Guestphalia Göttingen aktiv. Nach dem Studium trat er als Regierungsassessor in den Staatsdienst des Kurfürstentums Hessen. Er kam nach Hersfeld (1851), Marburg (1854) und Hanau (1858). 1867 Zum Regierungsrat wurde er 1867 ernannt. Nach der Annexion Hessens durch Preußen wurde er preußischer Verwaltungsbeamter. 1882 war er Regierungsrat bei der Regierung in Kassel. 1882–1893 saß er für den Wahlkreis Regierungsbezirk Kassel 4 (Kassel, Witzenhausen) als Angehöriger der Fraktion der Konservativen Partei über drei Legislaturperioden im Preußischen Abgeordnetenhaus. 1885 erhielt er den Charakter (Titel) als Geheimer Regierungsrat. Zum 1. Januar 1898 trat er in den Ruhestand. 